# Greatest Hits (album de Boston)
 (octobre 2023).
Pour les articles homonymes, voir Greatest Hits.
Greatest Hits est une compilation du groupe américain Boston sorti en 1997.

## Titres
Tell Me – 4:05
Higher Power – 5:33
More Than A Feeling – 4:46
Peace Of Mind – 5:02
Don't Look Back – 5:58
Cool The Engines – 4:27
Livin' For You – 2:55
Feelin' Satisfied – 4:12
Party – 4:07
Foreplay/Longtime – 7:47
Amanda – 4:16
Rock And Roll Band – 2:59
Smokin' – 4:20
A Man I'll Never Be – 6:38
Star Spangler Banner/4th Of July (Reprise) – 5:29
Higher Power (Kalodner Edit) – 5:29